# République lémanique
Pour les articles homonymes, voir Léman (homonymie).
(tentative politique) – 12 avril 1798
La république lémanique est une tentative de création en 1798 dans le Pays de Vaud, à la suite de l'émancipation de la tutelle bernoise, d'une république sœur de la France,.
L'expression est employée dès 1790 par Frédéric-César de La Harpe pour désigner le Pays de Vaud, une fois libéré de la tutelle bernoise. À la fin de 1797, il rédigea avec Vincent Perdonnet, des « Instructions pour l'Assemblée représentative de la République lémanique ». Dans son esprit, l'indépendance vaudoise était un préalable indispensable à la formation d'une République helvétique. Le terme cependant ne passa pas dans l'usage.
Le 24 janvier 1798, on ne proclama pas officiellement la République lémanique, même si le nom figura un temps sur un étendard. A cette date, alors que le Comité de réunion proclamait la République Lémanique, l'assemblée des délégués des villes et des communautés du pays de Vaud devenait la Représentation provisoire du Pays de Vaud, puis l'assemblée représentative.
La république helvétique, imposé par l'occupant français, incorpora le Pays de Vaud sous l'appellation canton du Léman, sans qu'il ait eu le temps de devenir un État indépendant. 
Les Généraux Bonaparte et Ménard voulaient en effet s'emparer du territoire suisse et du trésor de Berne, pour imposer le parler de Paris et occuper les cols alpins. C'est pour cette raison qu'ils montèrent en épingle l'affaire de Thierrens, ce qui justifia l'intervention des troupes militaires et autorisa de saigner le pays à blanc.